# La Garganta
La Garganta település Spanyolországban, Cáceres tartományban. La Garganta Baños de Montemayor, Puerto de Béjar, Cantagallo, Béjar, Candelario és Hervás községekkel határos. Lakosainak száma 353 fő (2024).

## Népesség
A település népessége az elmúlt években az alábbi módon változott:
| Lakosok száma | 589  | 574  | 530  | 490  | 482  | 464  | 428  | 378  | 358  | 353  |
|               | 2001 | 2004 | 2006 | 2009 | 2011 | 2014 | 2016 | 2019 | 2021 | 2024 |